# Trivolzio
Trivolzio (lombardul: Trivóls) település Olaszországban, Lombardia régióban, Pavia megyében. Lakosainak száma 2386 fő (2023. január 1.). Trivolzio Battuda, Bereguardo, Marcignago, Torre d’Isola és Trovo községekkel határos.
A településről veszi nevét a Trivulzio család.

## Népesség
A település lakossága az elmúlt években az alábbi módon változott:
| Lakosok száma | 2202 | 2239 | 2386 |
|               | 2017 | 2018 | 2023 |